# Mecânica Ritter
Mecânica Ritter S.A. ist ein brasilianisches Unternehmen und ehemaliger Hersteller von Automobilen.

## Unternehmensgeschichte
Das Unternehmen wurde am 18. August 1966 in Santo Ângelo gegründet. Es stellte ursprünglich Geräte für die Landwirtschaft her. In der zweiten Hälfte der 1980er Jahre begann zusätzlich die Produktion von Automobilen und Kit Cars. Der Markenname lautete Sarrus. Ein Händler aus São Paulo vertrieb die Fahrzeuge. Aus 1987 ist ein überlebendes Fahrzeug und aus 1988 eine Anzeige überliefert.

## Fahrzeuge
Das einzige Modell war ein VW-Buggy. Auf ein gekürztes Fahrgestell von Volkswagen do Brasil wurde eine offene türlose Karosserie aus Fiberglas montiert. Hinter den vorderen Sitzen war ein Überrollbügel. Ein Hardtop war ebenfalls erhältlich. Eckige Scheinwerfer waren in die Fahrzeugfront integriert. Ein luftgekühlter Vierzylinder-Boxermotor im Heck trieb die Hinterräder an.